# آرنولد روینر
آرنولد روینر (آلمانی: Arnold Ruiner; ۸ فوریهٔ ۱۹۳۷ – ۲۸ اکتبر ۲۰۱۱) دوچرخه‌سوار اهل اتریش بود. وی در بازی‌های المپیک تابستانی ۱۹۶۰ شرکت کرده است.